# Edlington with Wispington
Edlington with Wispington est une paroisse civile du Lincolnshire, en Angleterre.